# Hans Aarsman
Hans Aarsman, född 27 december 1951 i Amsterdam, är en nederländsk fotograf. Han är känd som en viktig person för New Topography-rörelsen.